# Arvigna
Arvigna (okzitanisch Arvinhan) ist eine französische Gemeinde mit 237 Einwohnern (Stand 1. Januar 2022) im Département Ariège in der Region Okzitanien. Sie gehört zum Arrondissement Pamiers und zum Kanton Pamiers-2.
Nachbargemeinden sind Les Pujols im Nordwesten, Les Issards im Norden, Rieucros im Nordosten, Vira im Norden, Calzan im Südosten, Malléon im Süden, Ségura im Südwesten und Coussa im Westen. 

## Bevölkerungsentwicklung

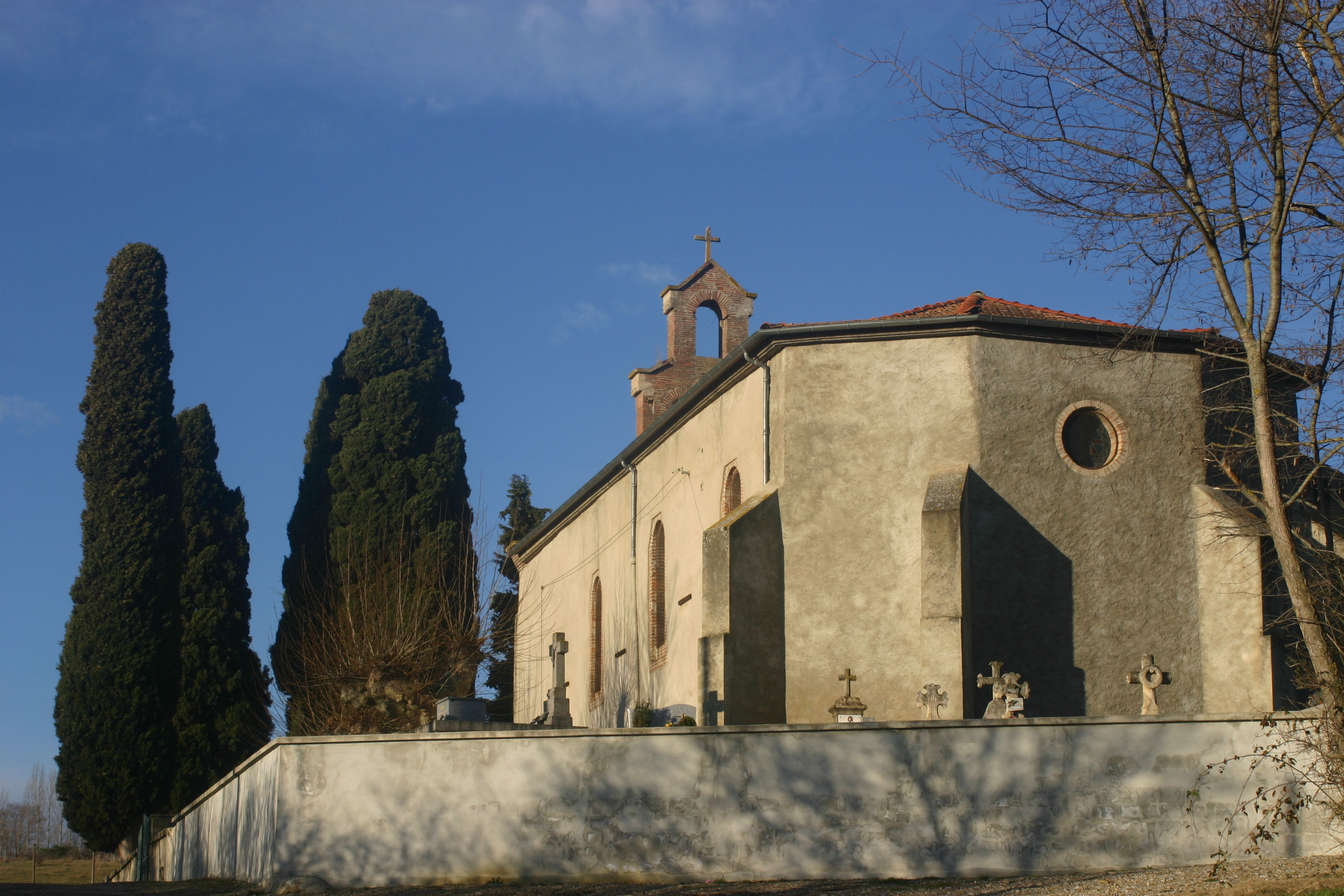
Kirche von Arvigna

| Jahr      | 1962 | 1968 | 1975 | 1982 | 1990 | 1999 | 2008 | 2015 |
| --------- | ---- | ---- | ---- | ---- | ---- | ---- | ---- | ---- |
| Einwohner | 146  | 132  | 127  | 154  | 149  | 156  | 196  | 232  |